# Svarttjärnen (Linsells socken, Härjedalen)
Svarttjärnen är en sjö i Härjedalens kommun i Härjedalen och ingår i Ljusnans huvudavrinningsområde. Sjön har en area på 0,054 kvadratkilometer och ligger 434,1 meter över havet.

## Delavrinningsområde
Svarttjärnen ingår i det delavrinningsområde (690155-140206) som SMHI kallar för Utloppet av Tandsjön. Medelhöjden är 453 meter över havet och ytan är 11,91 kvadratkilometer. Det finns inga avrinningsområden uppströms utan avrinningsområdet är högsta punkten. Tandån som avvattnar avrinningsområdet har biflödesordning 2, vilket innebär att vattnet flödar genom totalt 2 vattendrag innan det når havet efter 280 kilometer. Avrinningsområdet består mestadels av skog (63 procent) och sankmarker (25 procent). Avrinningsområdet har 0,34 kvadratkilometer vattenytor vilket ger det en sjöprocent på 2,8 procent.